# 4065 Meinel
(4065) Meinel là một tiểu hành tinh kiểu S trong họ Flora thuộc Vành đai chính. Nó được phát hiện ngày 24 tháng 9 năm 1960 ở đài thiên văn Palomar bởi Cornelis Johannes van Houten, Ingrid van Houten-Groeneveld và Tom Gehrels.